# Echinopla tritschleri
Echinopla tritschleri (лат.) — вид муравьёв из подсемейства формицины (Formicinae, Camponotini). Встречаются в Юго-Восточной Азии (Индонезия, Малайзия).

## Описание
Среднего размера муравьи тёмного цвета (ноги светлее). Длина рабочих от 6,1 до 6,8 мм, длина самок от 8,4 до 8,7 мм. Ширина головы рабочих от 1,58 до 1,86 мм, ширина головы самок от 2,12 до 2,19 мм. Глаза расположены ближе к средней линии головы. Тело покрыто длинными жесткими тёмными волосками (на верхних частях головы и груди они размещены на мелких выступах). Покровы плотные. Заднегрудка округлая без проподеальных зубцов, однако петиоль несёт сверху несколько шипиков. Усики у самок и рабочих 12-члениковые (у самцов усики состоят из 13 сегментов). Жвалы рабочих с 5 зубцами. Нижнечелюстные щупики 6-члениковые, нижнегубные щупики состоят из 4 сегментов. Голени средних и задних ног с одной апикальной шпорой. Стебелёк между грудкой и брюшком состоит из одного сегмента (петиоль). Вид был впервые описан в 1901 году с острова Суматра, а его валидность подтверждена в ходе родовой ревизии в 2015 году австрийскими мирмекологами Herbert Zettel и Alice Laciny (Zoological Department, Natural History Museum, Вена, Австрия).

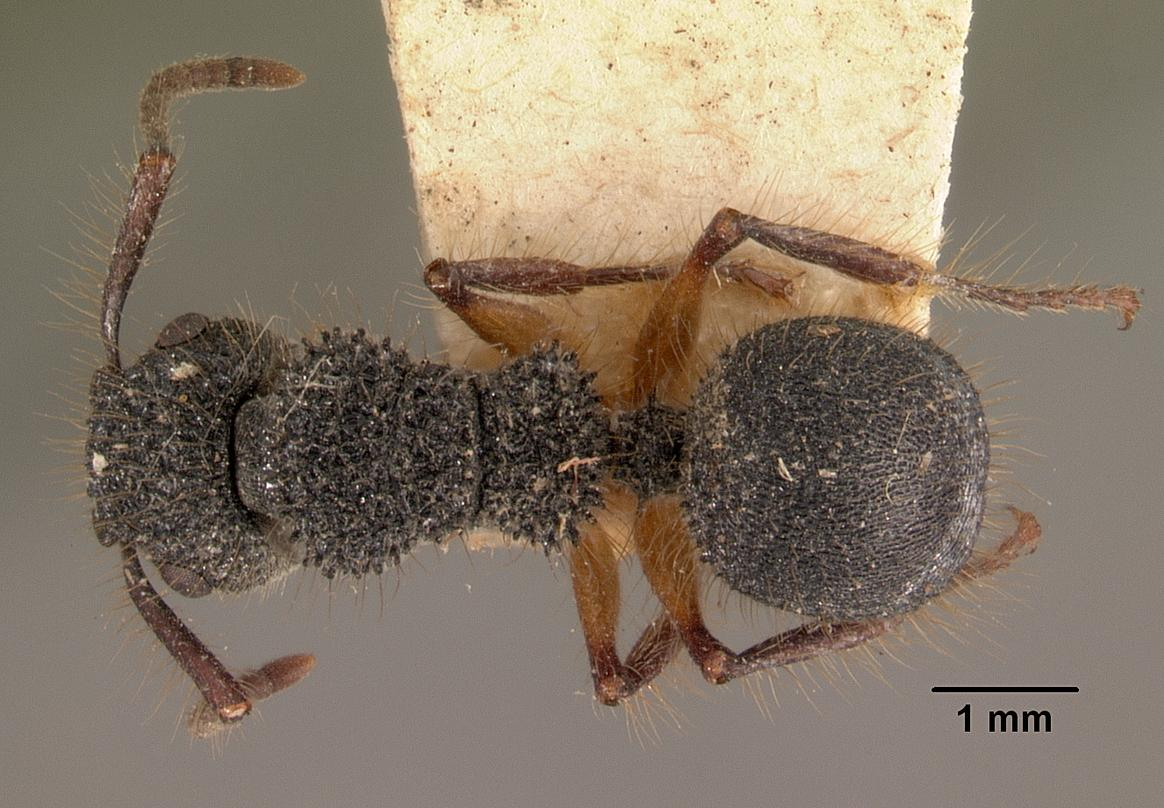
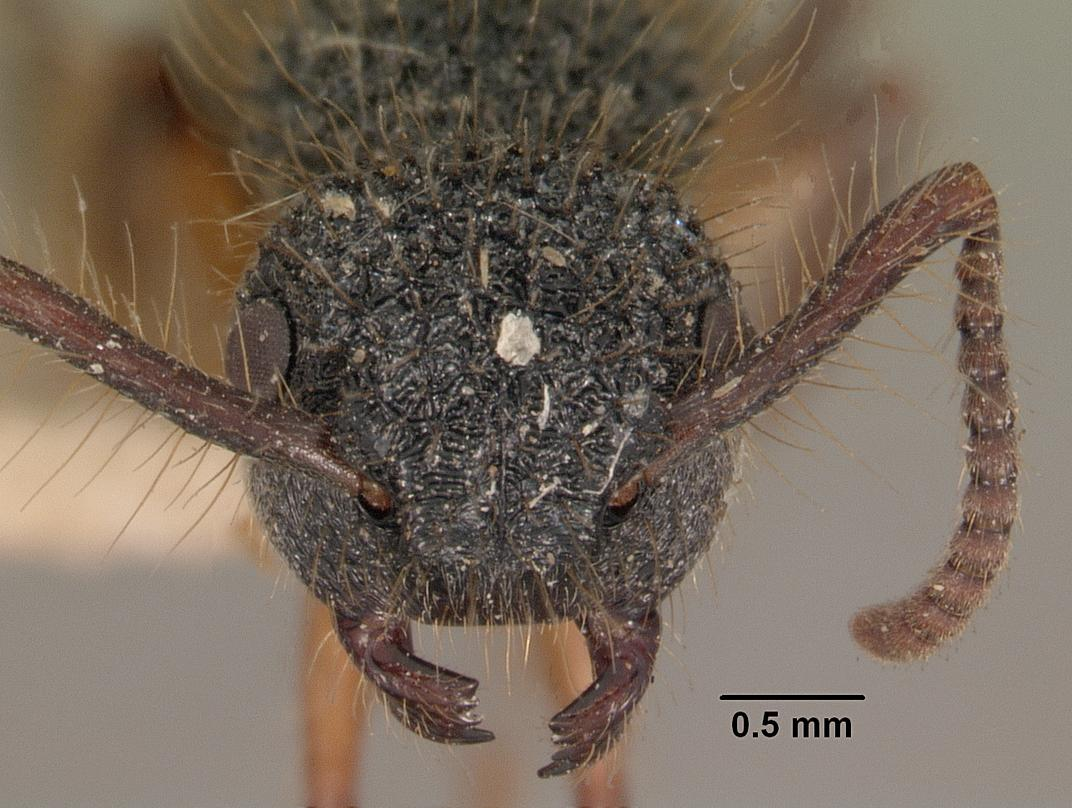